# Бокситогорське міське поселення
Бокситогорське міське поселення — муніципальне утворення у складі Бокситогорського району Ленінградської області. Адміністративний центр — місто Бокситогорськ. На території поселення розташовано 11 населених пунктів — 1 місто та 10 присілків.

## Склад
В склад поселення входять 1 місто та 10 присілків:
| Населений пункт | Тип нп   | Населення, осіб (2003) |
| --------------- | -------- | ---------------------- |
| Бокситогорськ   | місто    | 16 900                 |
| Батьково        | присілок | 3                      |
| Горка           | присілок | 10                     |
| Ізвесткова      | присілок | 7                      |
| Кондратово      | присілок | 2                      |
| Нижниця         | присілок | 23                     |
| Нове            | присілок | 2                      |
| Сегла           | присілок | 167                    |
| Сенно           | присілок | 5                      |
| Симоново        | присілок | 4                      |
| Усадище         | присілок | 8                      |